# 土井八郎兵衛
土井 八郎兵衛（どい はちろうべえ、1872年11月10日〈明治5年10月10日〉 - 1954年〈昭和29年〉8月12日）は、明治 - 昭和時代の日本の林業家・実業家・三重県多額納税者・慈善家。土井林業代表取締役。尾鷲索道社長。尾鷲銀行頭取。百五銀行、三重共同貯蓄銀行、北山索道各取締役。族籍は三重県平民。三重県立尾鷲高等女学校校舎建築・関東大震災救援・三重県立尾鷲中学校建設のために寄附を行なった。

## 来歴
三重県牟婁郡尾鷲に生まれる。土井嘉八郎の長男。4歳の時に父・嘉八郎が病のため早世する。
専修大学理財科を卒業する。祖業の山林業及び林産物製出販売業を継承し、三重県多額納税者に列し、傍ら銀行会社の重役を兼ねる。
植林方法を改善して、水力応用の挽材機や原動機を用い、経営を飛躍的に発展させる。1897年、尾鷲銀行（現・百五銀行）頭取に就任。1903年、『紀州尾鷲地方森林施業法』を編纂し、同年第四回大阪内国勧業博覧会に「林業の方法」を出品し名誉金牌を受領する。

## 人物
貴族院多額納税者議員選挙の互選資格を有する。趣味は植木樹木栽培。宗教は浄土宗。三重県北牟婁郡尾鷲町大字南浦（現・尾鷲市）。

## 栄典
- 1926年11月26日 - 紺綬褒章[17]
  - 三重県立尾鷲高等女学校の創設を図り、その創設費として金5万円を寄付する[1]。自1922年10月至1924年9月、三重県立尾鷲高等女学校校舎建築（50、040、304）寄付[17]。
- 1927年11月19日 - 紺綬褒章[17]
  - 1923年9月、関東大震災火災救援費金1万円を寄付する[17]。
- 1928年6月6日 - 紺綬褒章[17]
  - 1927年8月、三重県立尾鷲中学校建築費金3万円を寄付する[17]。
- 1944年2月11日 - 緑綬褒章[16]
  - 夙に父祖の業を継ぎて森林業に従事し、施業方法を改善し森林の増殖に努め、又自ら製材工場を創設して正量品の製作に竭力す。其の他県山林会副会長並に尾鷲港山林物産改良組合及小原野土工保護森林組合の組合長として規格の統一品質の改善販売の拡張に努め、又林道を開設して搬出費の軽減を図る等洵に実業に精励し衆民の模範たる者とす[16]。

## 家族・親戚
土井家
家系について『明治・大正・昭和日本徳行録』によると、「土井家の祖は遠く南朝の忠臣大舘彦五郎氏兼より出て、新田氏に属して臣節を全うした。後元和年間に及び、大舘氏の後裔某土井氏を嗣ぎ、徳川時代に至って紀州家に仕え、後に紀州浜中に帰農し、更に2代を経て尾鷲に移り住んだ。以来200余年間代々八郎兵衛及び嘉八郎を襲名して苗字帯刀を許され大庄屋を勤めた家柄である」という。
- 父・嘉八郎[2]
- 妻・ふさ（1882年 - ?、三重、味岡又八郎の二女）[2][8][10]
- 長男・靖夫（のち八郎兵衛、1903年 - ?）[8]
  - 同妻・信子（1912年 - ?、大河原栄之助の三女）[8]
  - 同長女・由紀子（桑原善次郎の妻）[9]
  - 同二女・樹美子（北村林業社長・北村又左衛門の妻）[9]
  - 同三女・津弥子（三田商店会長・三田義三の妻）[9]
  - 同四女・四海子（菊正宗酒造社長・嘉納毅人の妻）[9]
  - 同養子・善次郎（のち土井八郎兵衛、十六銀行頭取・桑原善吉の次男）[9]
- 二男・茂夫（1907年 - ?、土井林業会社員）[8]
- 三男・久夫（1909年 - ?、土井林業会社員、群馬、大河原源五郎の養子となる）[8][10]
- 四男・匡夫（1912年 - ?、三重、味岡眞二郎の養子となる）[8][10]
- 六男・立（1919年 - ?）[8][11]
- 長女・利子（1905年 - ?、北村又左衛門の妻）[8]

親戚
- 長男の妻の父・大河原栄之助[10]（日本特殊鉄鋼社長）
- 長女の夫・北村又左衛門（北村林業会長）
- 外孫・北村繁樹（のち北村又左衛門、妻は従妹の土井樹美子）[18]、北村広也[18]、北村咸子（白鶴酒造副会長・嘉納信治の妻）[18]、北村智子（3代目坂口平兵衛の妻）[18]

## 著書
- 『紀州尾鷲地方森林施業法』[19]